# Bryconamericus rubropictus
Bryconamericus rubropictus és una espècie de peix de la família dels caràcids i de l'ordre dels caraciformes.

## Distribució geogràfica
Es troba a Sud-amèrica: conca del riu Paranà.